# Kuylenstierna
Kuylenstierna (även stavat Kuylenstjerna; uttal: tjy'lenstjärna) är en svensk adelsätt.

## Historik

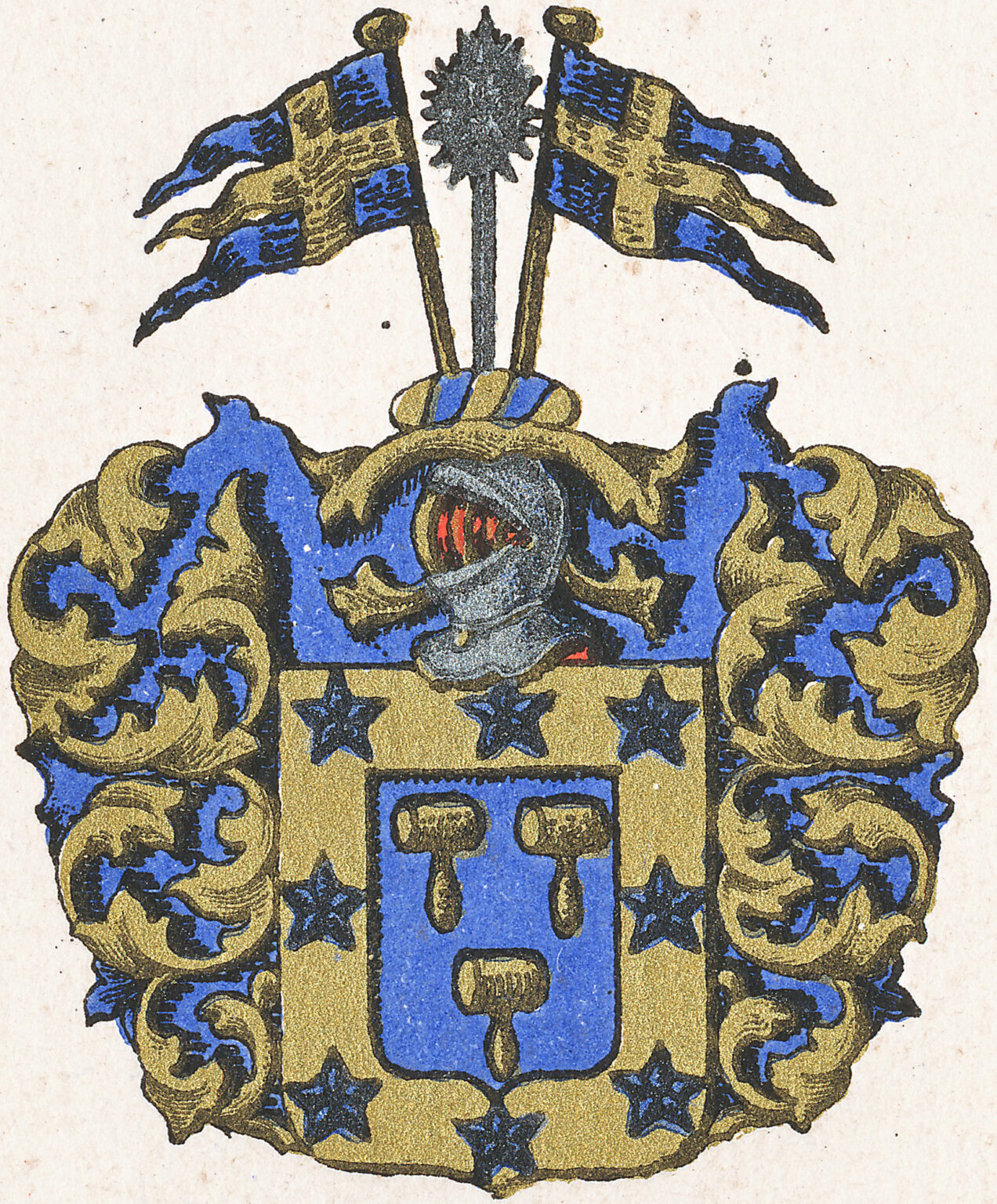
Ättens vapen i Stiernstedt och Klingspors vapenbok (1865).

Ätten kommer från Nederländerna, invandrad på 1600-talet till Sverige med slussmästaren vid Göteborgs fortifikationsbyggen Jan Jacobsson Kuyl, död 1661 i Göteborg.
Sonen, amiralitetskaptenen Wilhelm Jansson Kuyl, utmärkte sig som befälhavare på skeppet Rosen i slaget i Öresund 1658. Han tillfångatogs av holländarna men lyckades bli fri genom Karl X Gustavs förmedling. Han avled i Göteborg 1670.
Wilhelm hade två söner. Henric Kuyl var sjökapten och gick i venetiansk tjänst 1687. År 1694 blev han tillfångatagen av turkarna och gick i turkisk tjänst och blev kapten i turkiska flottan. Den andre sonen, Johan Wilhelmsson Kuyl (1662–1746), adlades 1693 för sina tjänster i svenska flottan under 1680-talet. Han tog namnet Kuylenstierna och introducerades i Riddarhuset 1697 med nummer 1304. Han var amiralitetskapten 1695—1710.
En gren av släkten som utvandrat till USA har bytt namn till Uhr.[källa behövs]

## Personer med efternamnet Kuylenstierna

### Alfabetiskt ordnade
- Alexis Kuylenstierna (1862–1947), tidningsman, arméofficer, författare med pseudonymen Mustafa
- Amalia Kuylenstierna (1842–1909), konstnär
- Carl Johan Kuylenstierna (1816–1891), godsägare och hovfunktionär
- Carl Ulric Kuylenstierna (1791–1856), generalmajor
- Carl W.U. Kuylenstierna (1889–1984), regeringsråd, och rättshistoriker
- Charlie Kuylenstierna (1943–1977), sångare och musiker
- Edvard Kuylenstierna (1827–1893), överste
- Elisabeth Kuylenstierna-Wenster (1869–1933), författare
- Erik Magnus Kuylenstierna (1789–1869), överståthållare
- Gurli Kuylenstierna (1866–1957), målare
- Gustaf Kuylenstierna (1868–1915), apotekare och kemist
- Gösta Kuylenstierna (1876–1961), jägmästare och generaldirektör
- Jan Kuylenstierna, flera personer
  - Jan Kuylenstjerna (1813–1880), godsägare och riksdagsledamot
  - Jan Kuylenstierna (1925–2005), förste hovmarskalk
- Joachim Kuylenstierna (född 1969), företagare
- Johan L. Kuylenstierna (född 1965), naturgeograf
- Oswald Kuylenstierna (1865–1932), skriftställare och arméofficer
- Wilhelm Kuylenstierna (1826–1888), överste
- Wilhelm Kuylenstierna (1915–2007), godsägare
- Wilhelm Gustaf Kuylenstierna (1784–1830), överste

### Kronologiskt ordnade
- Wilhelm Gustaf Kuylenstierna (1784–1830), överste
- Erik Magnus Kuylenstierna (1789–1869), överståthållare
- Carl Ulric Kuylenstierna (1791–1856), generalmajor
- Jan Kuylenstjerna (1813–1880), godsägare och riksdagsledamot
- Carl Johan Kuylenstierna (1816–1891), godsägare och hovfunktionär
- Wilhelm Kuylenstierna (1826–1888), överste
- Edvard Kuylenstierna (1827–1893), överste
- Amalia Kuylenstierna (1842–1909), konstnär
- Alexis Kuylenstierna (1862–1947), tidningsman, arméofficer, författare med pseudonymen Mustafa
- Oswald Kuylenstierna (1865–1932), skriftställare och arméofficer
- Gurli Kuylenstierna (1866–1957), målare
- Gustaf Kuylenstierna (1868–1915), apotekare och kemist
- Elisabeth Kuylenstierna-Wenster (1869–1933), författare
- Carl Sebastian Kuylenstierna (1869–1949), godsägare
- Gösta Kuylenstierna (1876–1961), jägmästare och generaldirektör
- Carl W. U. Kuylenstierna (1889–1984), regeringsråd, och rättshistoriker
- Wilhelm Kuylenstierna (1915–2007), godsägare
- Jan Kuylenstierna (1925–2005), förste hovmarskalk
- Charlie Kuylenstierna (1943–1977), sångare och musiker
- Johan L. Kuylenstierna (född 1965), naturgeograf
- Joachim Kuylenstierna (född 1969), företagare